# Рено II де Клермон
Рено II (фр. Renaud II de Clermont; ок. 1070 — ок. 1162) — граф Клермона в 1101—1162 годах.

## Биография
Сын Гуго I де Клермона (Гуго де Муши) и его жены Маргариты де Рамрю.
Впервые упоминается в 1099 году как участник Первого крестового похода.
С 1101 года граф Клермона-ан-Бовези. 
Дата смерти Рено II не известна. Последний раз он упоминается в документе 1152 года. Учитывая, что ему тогда было более 70 лет, можно предположить, что вскоре после этого времени он умер.

## Брак и дети
В 1103 годы женился на Аделаиде, графине Вермандуа и Валуа (ум. 1120/1124), вдове Гуго Французского, младшего брата короля Филиппа I. После женитьбы принял графский титул.
От Аделаиды у Рено II было двое детей:
- Маргарита, 1-й муж Карл Добрый, граф Фландрии (убит 1127), 2-й муж граф Гуго де Сен-Поль (1096—1145), 3-й муж Бодуэн д’Анкр.
- Рауль, упоминается в 1119 году.

Второй женой (с 1128) Рено II была Клеменция Барская, дочь графа Бара Рено I. У них было по крайней мере 9 детей:
- Рауль I Рыжий (ум. 1191) — граф Клермона, коннетабль Франции
- Гуго (ум. 28 мая 1200) — с 1171 канонник в Меце, с 1176 аббат Крейля, пробст храма Святого Спасителя в Меце, настоятель храма в Туле, с 1186 архидиакон в Линьи
- Симон I, сеньор д’Айли-сюр-Нуа
- Ги, упоминается в 1152
- Этьен, упоминается в 1162
- Готье
- Маргарита (ум. 29 октября 1187), дама де Люзарш
- Матильда (Маго), жена Обри III графа де Даммартен
- Констанция, с 1165 жена Рога де ла Турнель.

Возможно, Клеменция Барская была не второй, а третьей женой Рено II, поскольку между их свадьбой и смертью Аделаиды де Вермандуа прошло больше 5 лет. Тогда Рауль I Рыжий может быть сыном от той не известной супруги.